# Hypoperigea tonsana
Hypoperigea tonsana är en fjärilsart som beskrevs av Embrik Strand 1921. Hypoperigea tonsana ingår i släktet Hypoperigea och familjen nattflyn. Inga underarter finns listade i Catalogue of Life.